# عضلات العين
عضلات العين (بالإنجليزية: Extraocular muscles)‏، وهي العضلات الست التي تتحكم في حركة العين وعضلة واحدة تتحكم في رفع الجفن. تعتمد حركات العضلات الستة المسؤولة عن حركة العين على موضع العين في وقت تقلص العضلات:
1. العضلة المستقيمة الوحشية تدور العين للخارج (النظر للطرف الخارجي "طرف العين").
2. العضلة المستقيمة الإنسية تلف العين للداخل للنظر ناحية الأنف.
3. العضلة المستقيمة العلوية تلف العين للنظر إلى الأعلى وللداخل.
4. العضلة المستقيمة السفلية تلف العين للنظر إلى أسفل وللداخل.
5. العضلة المائلة العلوية تلف العين للنظر لأسفل وللخارج.
6. العضلة المائلة السفلية تلف العين للنظر لأعلى وللخارج.
7. العضلة رافعة الجفن العلوية.

## بناء العضلة
نظرًا لأن جزءًا صغيرًا فقط من العين يسمى النقرة يوفر رؤية حادة، يجب أن تتحرك العين لمتابعة الدف. يجب أن تكون حركات العين دقيقة وسريعة. يظهر هذا في سيناريوهات مثل القراءة، حيث يجب على القارئ أن يغير نظره باستمرار.
على الرغم من التحكم الإرادي، إلا أن معظم حركات العين تتم بدون جهد واع. إن كيفية حدوث التكامل بين التحكم الإرادي وغير الطوعي في العين هو موضوع بحث مستمر. ومع ذلك، من المعروف أن المنعكس الدهليزي البصري يلعب دورًا مهمًا في الحركة اللاإرادية للعين.

### الأصول والمدخلات
أربعة من عضلات العين لها أصلها في الجزء الخلفي من المدار في حلقة ليفية تسمى حلقة الزين، وتعتبرالعضلات الأربعة المستقيمة. ترتبط عضلات المستقيم الأربعة مباشرة بالنصف الأمامي للعين، وسميت على اسم مساراتها المستقيمة. لاحظ أن الوسطية والجانبية هي مصطلحات نسبية. يشير الإنسي إلى قرب خط الوسط، بينما يصف الجانب الجانبي موقعًا بعيدًا عن خط الوسط. وبالتالي، فإن المستقيم الإنسي هو العضلة الأقرب إلى الأنف. المستقيم العلوي والسفلي لا ينسحبان بشكل مستقيم للخلف على العين، لأن كلا العضلتين تسحبان قليلاً في الوسط. تتسبب هذه الزاوية الإنسية الخلفية في أن تتدحرج العين مع تقلص العضلة المستقيمة العلوية أو المستقيمة السفلية. مدى التدحرج في المستقيم أقل من المائل وعكسه.[بحاجة لمصدر]
تنشأ العضلة المائلة العلوية في الجزء الخلفي من المدار (أقرب قليلاً إلى المستقيم الإنسي، على الرغم من أنها وسطية)، وتصبح أكثر إستدارة لأنها تتجه إلى الأمام إلى بكرة غضروفية صلبة، تسمى العضلة الطرفية، في الجزء العلوي، جدار الأنف من المدار.
تصبح العضلة متوترة بحوالي 10 ملم قبل أن تمر عبر البكرة، وتدور بحدة عبر المدار، وتدخل في الجزء الجانبي الخلفي من الكرة الأرضية. وهكذا، ينتقل المائل العلوي للخلف للجزء الأخير من مساره، ويمر فوق الجزء العلوي من العين.
نظرًا لمساره الفريد، فإن المائل العلوي، عند تنشيطه، يسحب العين إلى الأسفل وإلى الجانب.العضلة الأخيرة هي العضلة المائلة السفلية، والتي تنشأ في الجزء الأمامي السفلي من جدار الأنف المداري، وتمر تحت LR لتدخل في الجزء الخلفي الخلفي من الكرة الأرضية. وهكذا، فإن المائل السفلي يشد العين إلى الأعلى وإلى الجانب.

## صور

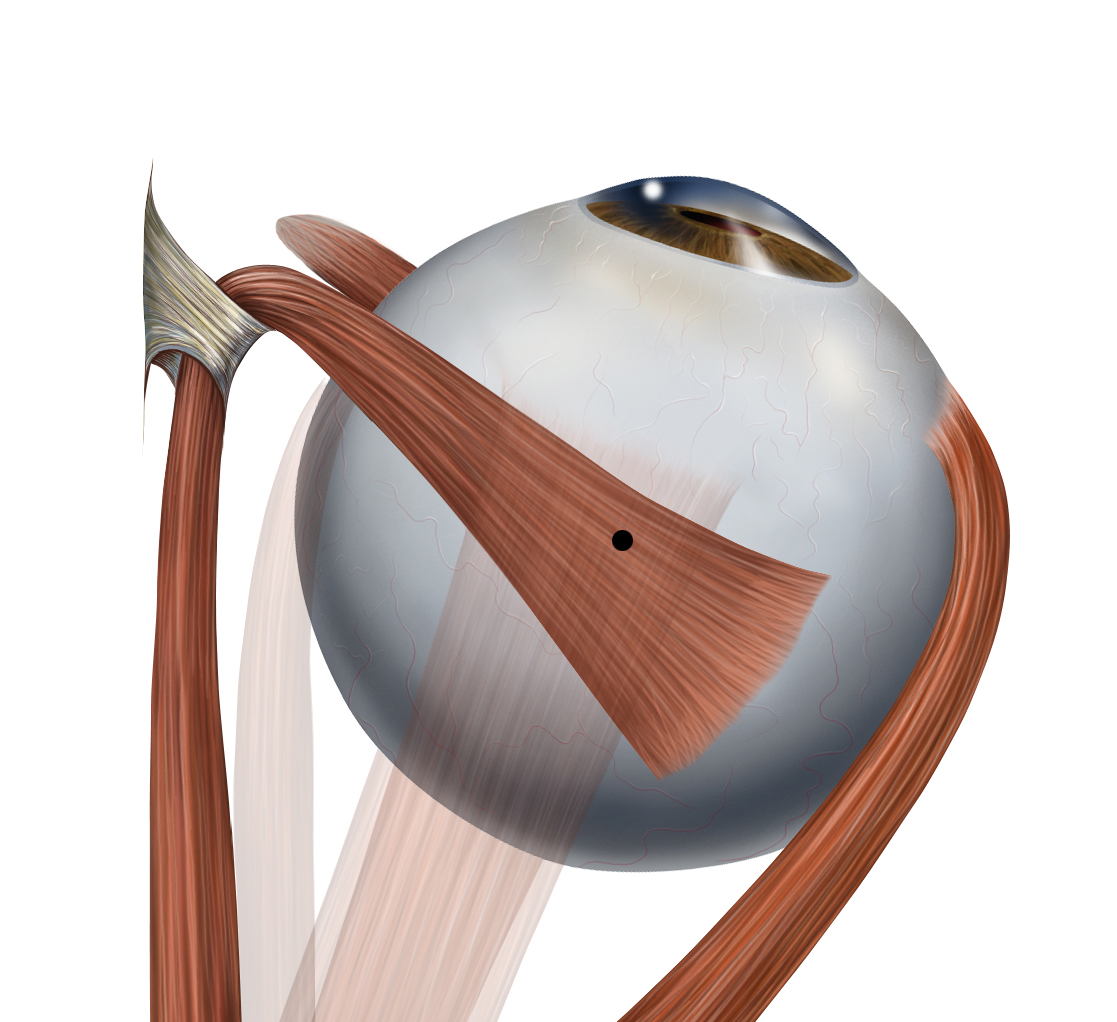
حركة العضلة المستقيمة الوحشية (الجانبية)
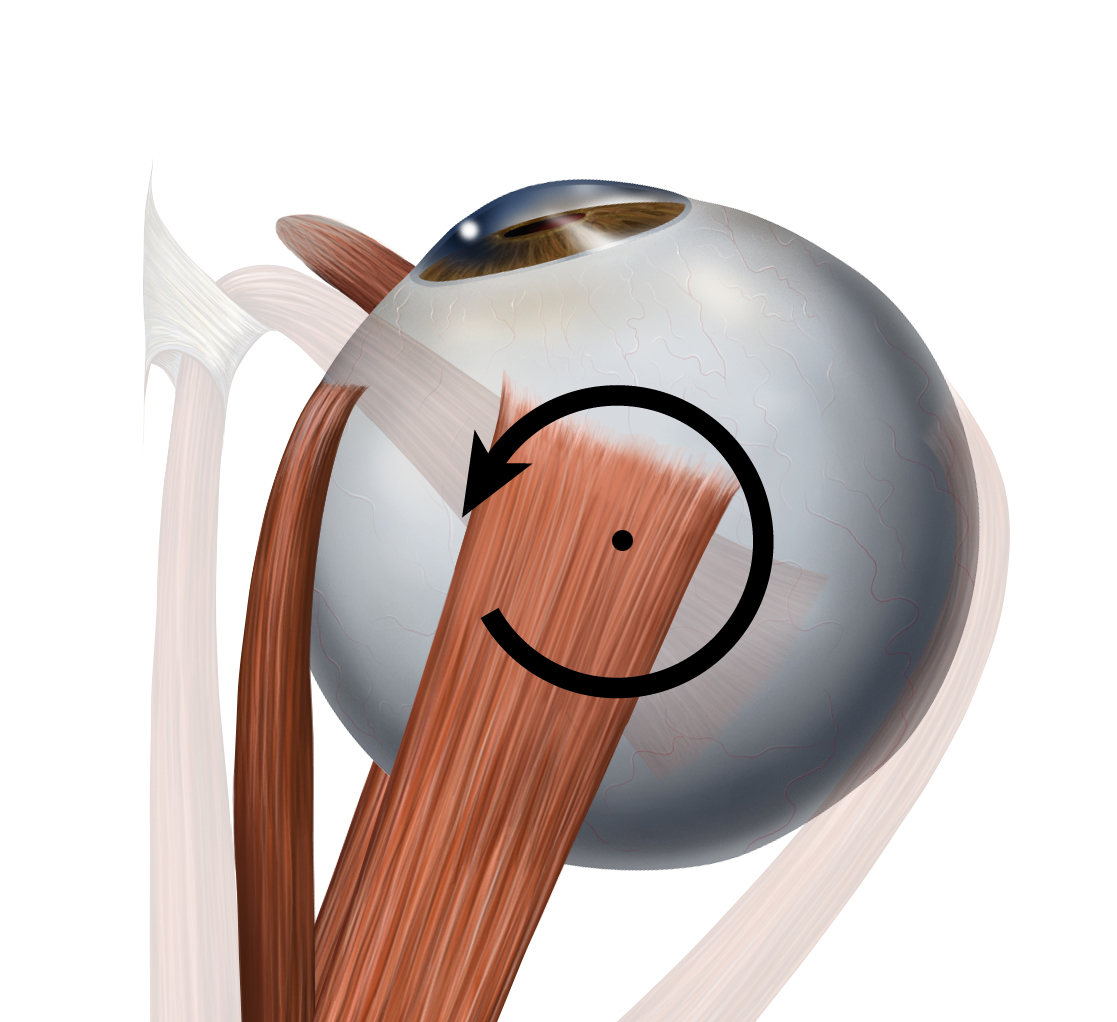
حركة العضلة المستقيمة الإنسية (الداخلية)
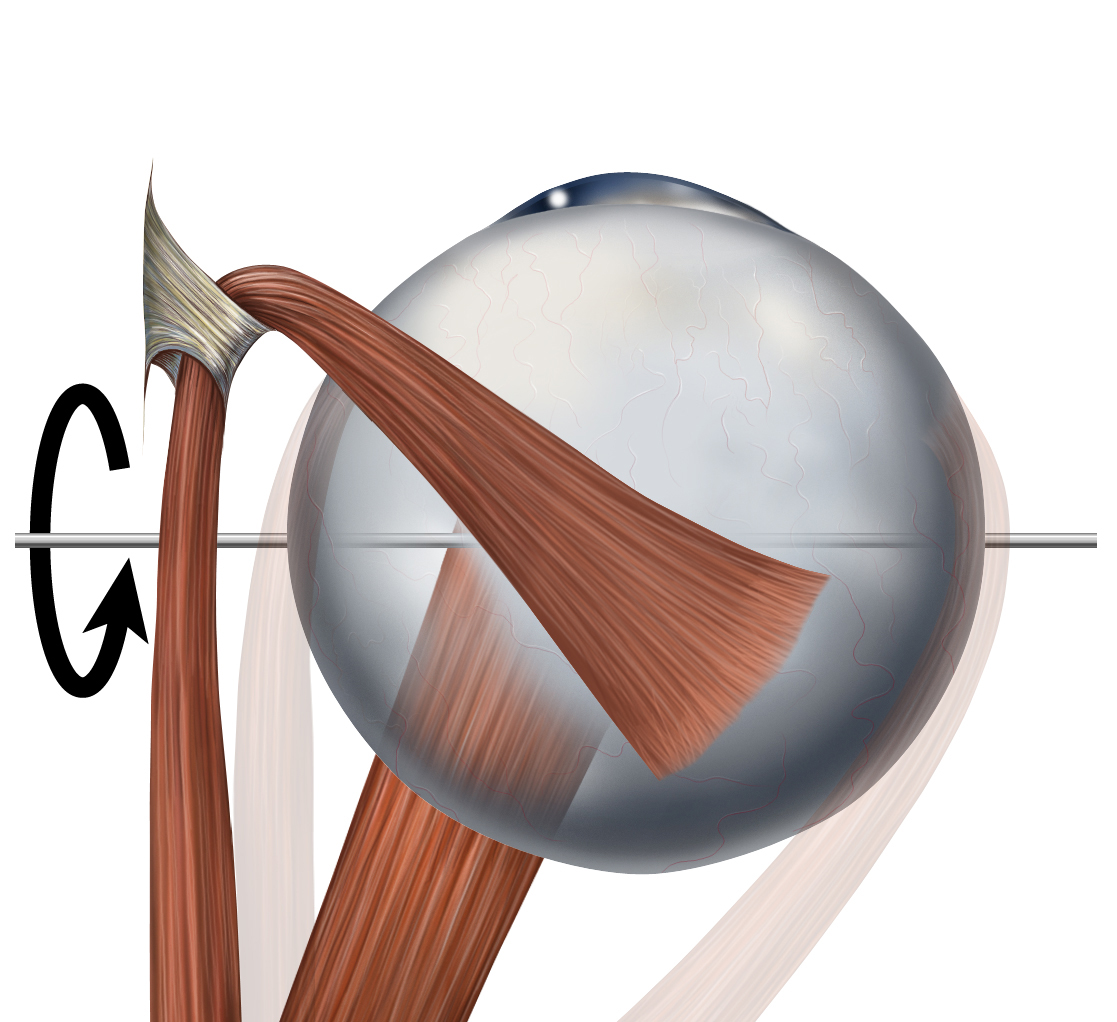
حركة العضلة المستقيمة السفلية
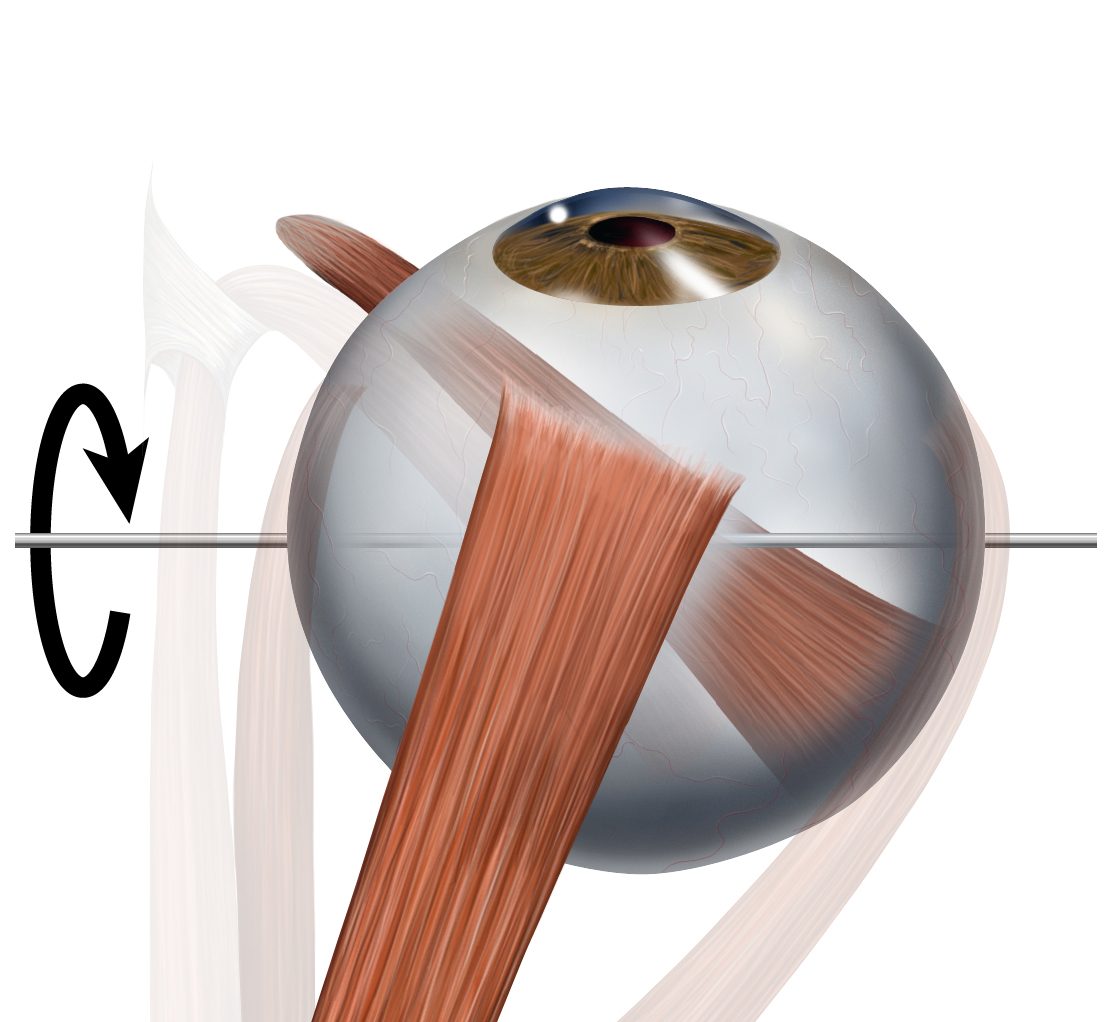
حركة العضلة المستقيمة العلوية
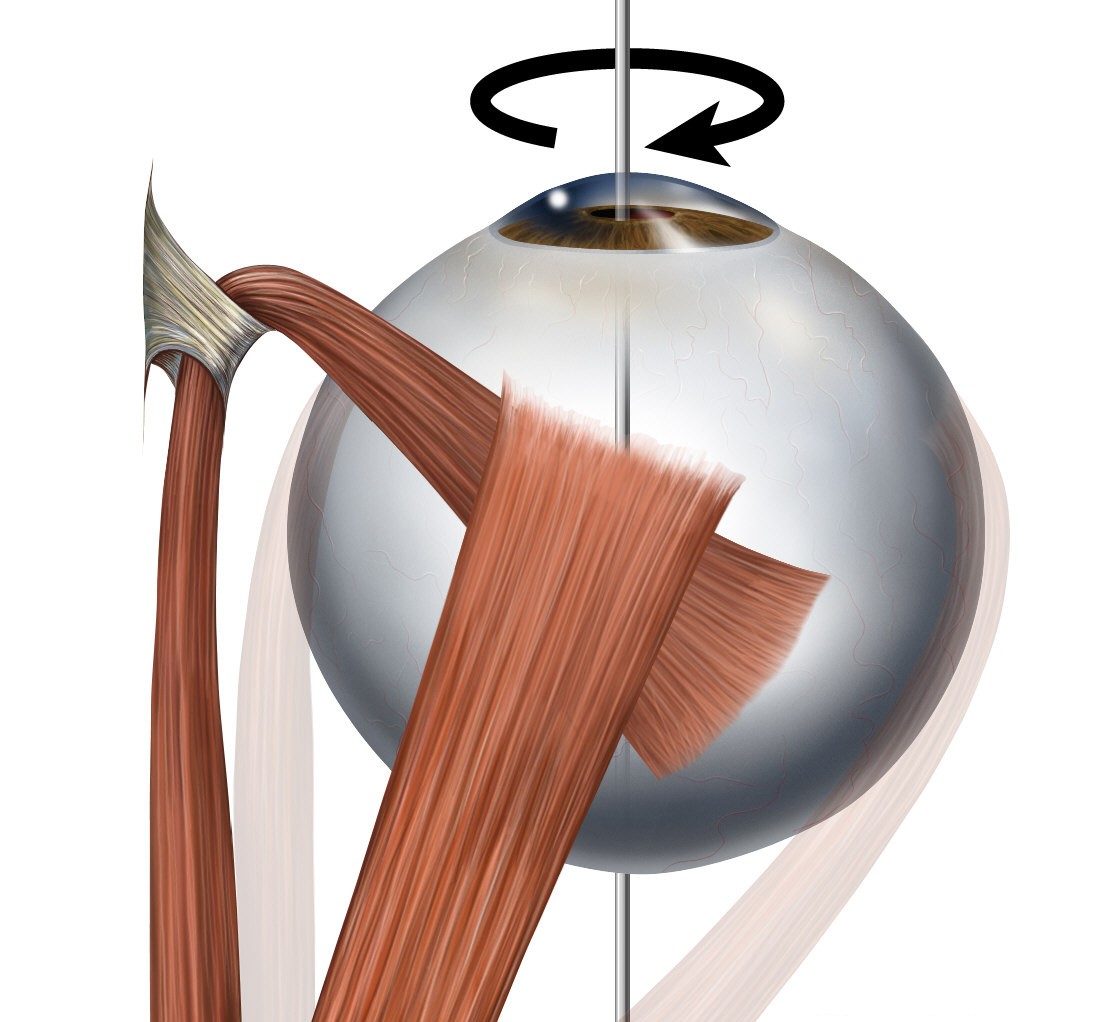
حركة العضلة المائلة العلوية (المنحرفة)
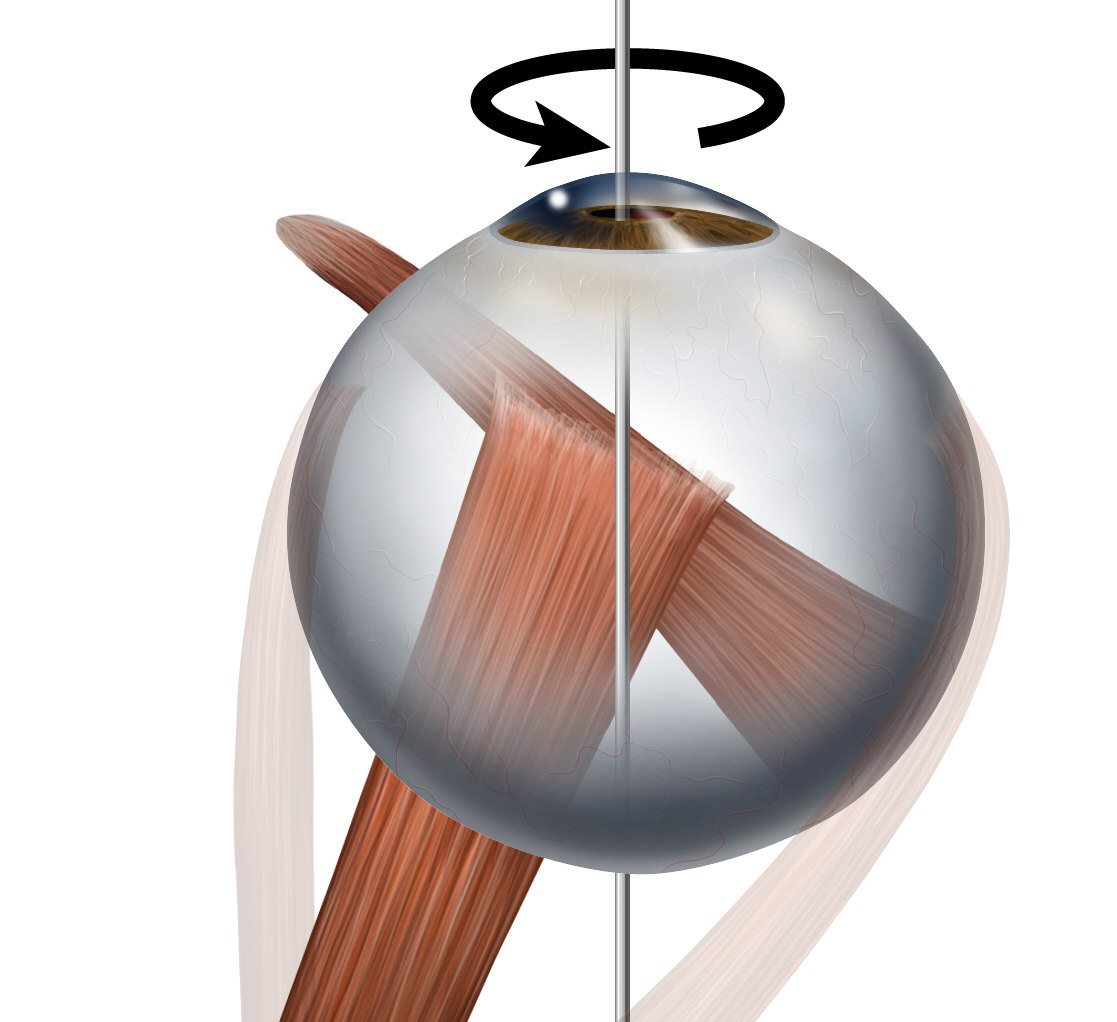
حركة العضلة المائلة السفلية (المنحرفة)
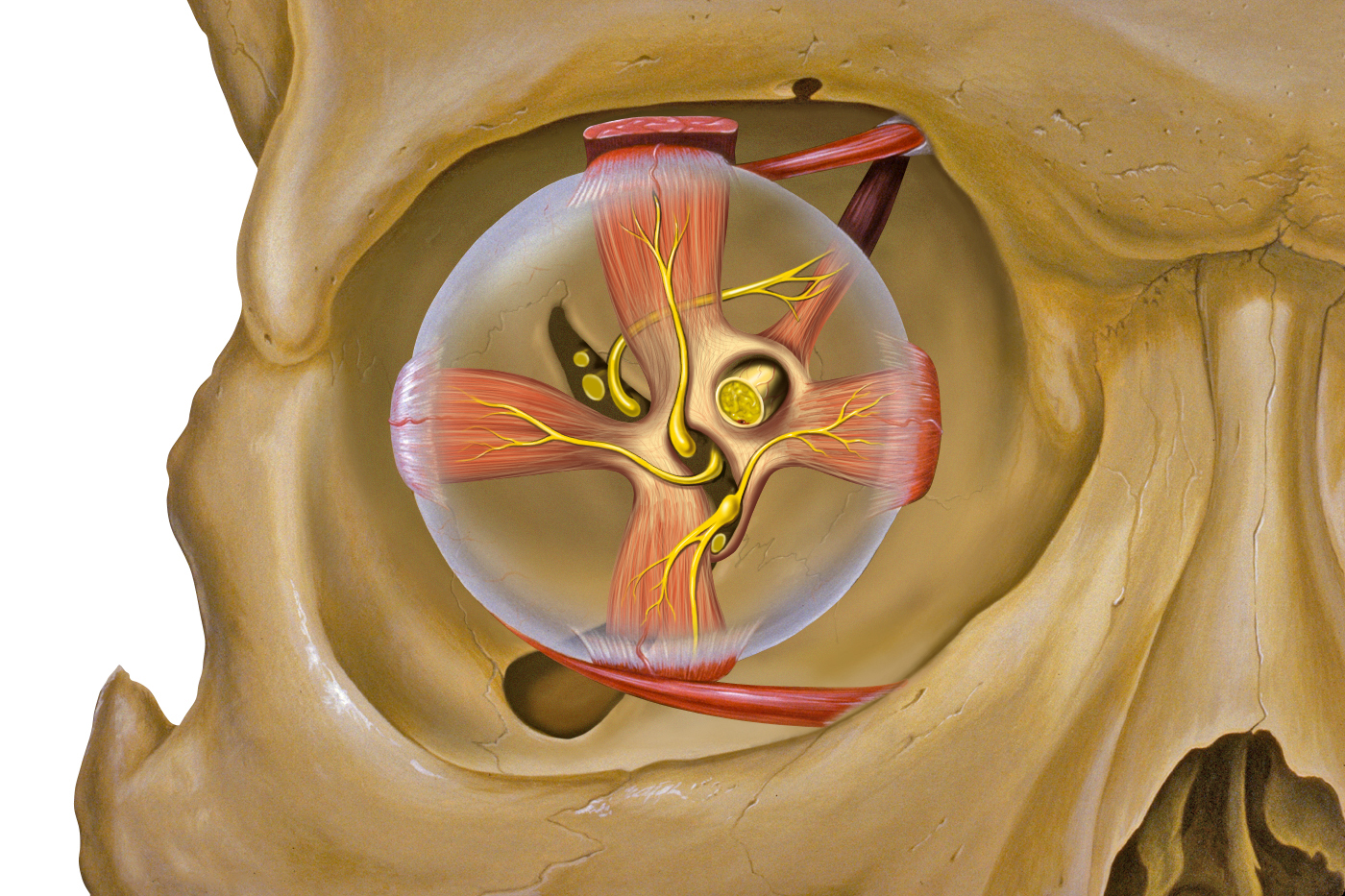
الوضع الأمامي الخلفي

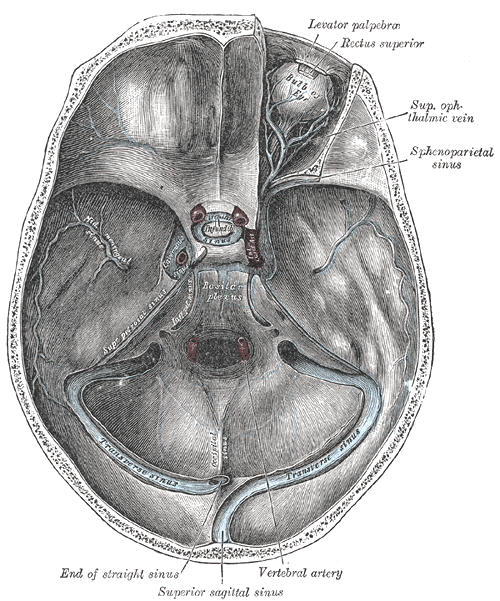
الجيوب الأنفية في قاعدة الجمجمة
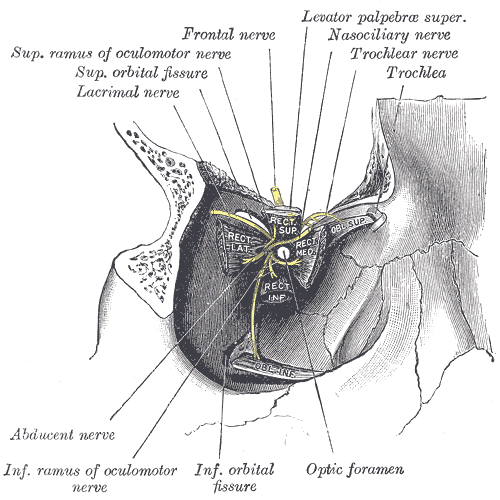
عرض تشريحي لعضلات العين اليمنى
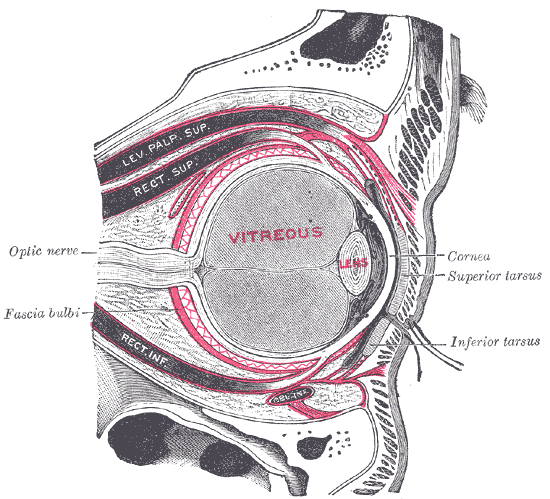
مقطع سهمي للعين اليمنى